# Einfache Gewitter
Einfache Gewitter (englischer Originaltitel: Ordinary Thunderstorms) ist die deutschsprachige Ausgabe des 2009 erschienenen zehnten Romans von William Boyd. Die deutsche Übersetzung von Chris Hirte im Berlin Verlag erschien ebenfalls 2009.
Einfache Gewitter ist die als Thriller angelegte Geschichte einer Verfolgungsjagd durch London. Hintergrund ist die versuchte Vertuschung von Todesfällen bei Medikamententests.
Der Roman umfasst 60 Kapitel, sein Handlungszeitraum erstreckt sich über mehrere Monate.

## Inhalt
Der aus Amerika nach London zurückgekehrte Klimatologe Adam Kindred macht die Bekanntschaft des Chef-Entwicklers des Pharmakonzerns Calenture-Deutz, Philip Wang. Als er ihm seine liegen gelassene Aktenmappe bringen will, findet er ihn in seiner Wohnung mit einem Messer in der Brust. Wang stirbt in seinem Beisein, und alle Indizien deuten auf Kindred als seinen Mörder. Kindred flieht mit der Mappe und versteckt sich fortan in einem Gebüsch an der Chelsea Brücke am Themseufer. Die Polizei sucht ihn, und offenbar ist noch jemand anderer hinter ihm her.
Das Leben des Aufsichtsratsvorsitzenden und CEO von Calenture-Deutz, Ingram Fryzer, nimmt nicht mehr den von ihm gewünschten Verlauf, seine erwachsenen Kinder entfernen sich von ihm, seine Ehe ist zur Routine erstarrt und bei Calenture-Deutz, wo man kurz davor ist, das neu entwickelte, voll wirksame Asthmamittel Zembla-4 auf den Markt zu bringen, hat sich der großspurige amerikanische Pharma-Entrepreneur Alfredo Rilke eingekauft. Dessen Truppe macht sich Sorgen wegen verschwundener Akten. Fryzer wird immer mehr in die Enge getrieben, die Markteinführung von Zembla-4 von Seiten Rilkes stark forciert, Entscheidungen werden über Fryzers Kopf hinweg getroffen; schließlich muss er einsehen, dass er die Kontrolle über viele Bereiche verloren hat. Außerdem beginnt ihn ein körperliches Problem zu plagen, er hat Sprachaussetzer und Konzentrationsschwächen. Am Ende des Romans, nachdem eine drohende Veröffentlichung der Dokumente über die Todesfälle in der Testphase von Zembla-4 die Markteinführung des Medikamentes endgültig verhindert und Rilke sich aus Calenture-Deutz wieder zurückgezogen hat, stirbt Fryzer an einem Gehirntumor.
Der ehemalige Soldat und Irak-Kämpfer Jonjo Case war damit beauftragt, Philip Wang zu ermorden und ist jetzt hinter Kindred und den Akten her. Mit der Verbissenheit eines Söldners gibt er niemals auf und kommt Kindred mehrmals gefährlich nahe, nur der Zufall verhindert den Erfolg. Schließlich wird er völlig überraschend und für ihn enttäuschend von seinem Kontrakt entbunden, was ihn allerdings nicht hindert, weiter an der Verfolgung zu bleiben.
Die Polizistin Rita Nashe, die soeben zur Wasserschutzpolizei versetzt wurde und mit ihrem Vater auf dem Themse-Hausboot Bellerophon lebt, wird mehrfach die Wege Kindreds kreuzen, sie wird ihm unwissentlich das Leben retten und später mit ihm eine leidenschaftliche Affäre anfangen.
Adam Kindred durchläuft als Verfolgter und Flüchtling durch London mehrere Stationen und Metamorphosen: zuerst versteckt er sich lediglich, dann als ihm das Geld ausgeht, beginnt er – sehr erfolgreich – zu betteln, im weiteren Verlauf kehrt er immer wieder in die Suppenküche der Church of John Christ, einer Sekte um den selbsternannten Bischof Yemis, zurück. Auf diese hatte ihn die Prostituierte Mhouse hingewiesen, für die er dann eine gewisse Zuneigung entwickelt und schließlich auch eine Zeitlang zu ihr und ihrem Sohn Ly-on in eine Sozialwohnung zieht. Als einer der Sektenanhänger stirbt, nimmt Kindred dessen Identität an, übernimmt seine Arbeit als Krankenpfleger und fängt schließlich damit an, den Medikamentenskandal – letztendlich auch erfolgreich – aufzudecken. Und obwohl er sogar noch zum Mörder wird, steht ihm in der neuen Identität als Primo Belem eine glückliche Beziehung mit Rita bevor.

## Hauptcharaktere

### Adam Kindred
Adam Kindred ist der Hauptcharakter des Thrillers Einfache Gewitter. Er ist Klimatologieprofessor in Amerika gewesen und versucht seit seinem Umzug nach London sein Leben neu aufzustellen. Grund für seinen Umzug ist ein Seitensprung seinerseits mit einer Studentin gewesen, woraufhin seine Frau die Scheidung verlangt hat. Im Laufe des Buchs wird von einer Familie in Australien geredet.
Adam ist äußerst intelligent, was deutlich wird, als er nach Beobachtung des Mordes an Wang, ohne zu seinem Hotel zurückzukehren, untertaucht und sich sofort von jeglichen elektronischen oder sonstigen ihn verratenden Dingen distanziert (z. B. Kreditkarte, Handy). Außerdem konnte er die Zusammenhänge zwischen Zembla-4, Calenture Deutz, Philip Wang und den Versuchen des Asthma-Medikaments verstehen und dadurch das Mysterium und schließlich auch den Mord an Wang aufklären.
Trotz seines wachen Verstandes neigt Kindred dazu, unter Druck schlechte Entscheidungen zu fällen und verliert seinen ansonsten so kühlen Kopf. Das sieht man beispielsweise am Anfang des Buches, als Adam dem sterbenden Dr. Wang das Messer aus dem Körper zieht, ohne daran zu denken, dass damit seine Fingerabdrücke auf der Mordwaffe sind und dass an ihm das Blut des Gestorbenen klebt.
Er versucht mit allen Mitteln frei zu bleiben und nicht verurteilt zu werden, was besonders gezeigt wird, als er anstelle zur Polizei zu gehen, wo er womöglich als Schuldig bestimmt werden könnte, die Flucht vorzieht, auch wenn das bedeutet, auf jegliche, dem Menschen selbstverständlich erscheinende, Vorteile verzichtet (z. B. der Verzicht auf duschen, sauberes Wohnen, Hygiene, Sicherheit...).
Eine weitere Eigenschaft Adams ist seine betrügerische Seite, was klar dargestellt wird, als er einem Blinden seinen Stab klaut, um sich selbst als blinden Obdachlosen zu verkaufen und aus der Gutherzigkeit der Menschen zu profitieren, die er damit schamlos ausnutzt.
Hilfsbereitschaft und der Drang sich um andere zu kümmern sind ebenfalls ein Teil Adams Charakters. Dies beweist sein herzlicher Umgang mit Ly-On und sein Versuch diesem das Lesen und Schreiben beizubringen.
Auch herzlos und eiskalt sind Begriffe, die man Kindred aufbürden kann. So entschließt er sich spontan, den ihn erpressenden Turpin, von einer Brücke und somit in seinen Tod zu schubsen. Ohne Reue und ohne einen Funken von schlechtem Gewissen verlässt er die Brücke.
In dem Buch durchlebt Adam eine Entwicklung, die mit dem beobachteten Mord an Dr. Wang beginnt. Nach dem Mord folgt die Flucht, das Untertauchen und das Verstecken im Gebüsch an dem Ufer der Chelsea Bridge in London. Der nächste Schritt ist das Betteln und die Besuche in der Kirche von John Christ, wo er den Namen John 1603 annimmt. Darauf folgt das Leben als John 1603 im Shaft mit Mhouse und Ly-On. Der nächste Sprung ist der Einzug mit Vladimir in dessen Apartment. Die letzte Stufe ist die Identität Primo Belem die Kindred annimmt und das dadurch neu entstehende Leben mit eigener Wohnung, einem Job als Krankenpfleger, einer Kreditkarte und sogar einer Beziehung.

### Ingram Fryzer
Ingram Fryzer ist neunundfünfzig Jahre alt und CEO des von ihm aufgezogene Unternehmen Calenture Deutz. Bevor er sich mit Arzneimitteln beschäftigt hatte, war er aktiv in der Immobilienbranche. Er ist verheiratet mit Meredith und hat drei Kinder, darunter sein jüngster Sohn Forty dessen Liebe ihm am wichtigsten ist. Da sein Eheleben einer abwechslungslosen Routine gleicht besucht er schon länger eine Prostituierte, Phyllis. Seine Kinder entfernen sich von ihm und nehmen meistens nur Kontakt mit ihm auf um ihn um Geld zu bitten, mit Ausnahme von seinem schwulen Sohn Forty, welcher das Geld seines Vaters sogar wiederholt ablehnt, weil er lieber unabhängig mit seinem Lebenspartner zusammen ein Gartenunternehmen führt. Auch hegt er negative Gefühle gegen seinen Schwager Ivo Lord Redcastle, der im Vorstand seines Unternehmens sitzt und es am Ende des Buches ruiniert.
Ingram bevorzugt es ohne Unterhose zur Arbeit zu gehen und erfreut sich an dem Kick, den er dadurch erfährt.
Aufgrund eines Tumors hat Fryzer diverse körperliche Beschwerden, darunter Sprachaussetzer und Juckreiz. Wegen dieser Beschwerden fokussiert er sich kaum auf seine Firma und lässt diese außen vor, wodurch er nicht einmal merkt, dass das von seiner Firma vermarktete Asthma Mittel vier Kinder getötet hat. So verliert er gegen Ende des Thrillers die Verantwortung über die Firma an Alfredo Rilke.
Im Laufe des Buches steigt seine Verzweiflung wegen des Tumors und sein Alltag gerät ins Wanken, bis er die Kontrolle über sein Leben an die Krankheit verliert.
Er steht an dem Höhepunkt seiner beruflichen Karriere doch trifft das Sprichwort „es ist einsam an der Spitze“ voll und ganz zu. Ingram Fryzer ist ein gutes Beispiel dafür, dass selbst Mengen an Geld, Erfolg im Beruf und an der Spitze einer Firma zu sein kein Garant für ein glückliches Leben ist. Noch schlimmer, er erkrankt an einer nicht heilbaren Krankheit, wird von seiner Geliebten Phyllis verlassen und fühlt sich ungeliebt von seinem Sohn Forty, der ihm als einziger etwas bedeutet. Daraus lässt sich schließen, Geld alleine macht nicht glücklich und gesund erst recht nicht.

### Jonjo Case
Jonjo Case ist ein ehemaliger Soldat und seit seiner Rückkehr ins Zivilleben verdient er sein Geld als Auftragskiller.
Er hat eine Schwester dessen Hund er aufgenommen hat und zu welchem er eine starke Bindung hegt außerdem hat er eine romantische Beziehung mit seiner Nachbarin Candy.
Jonjo ist einer der Willensstärksten Charakter des Buches, kein Rückschlag bringt ihn von seinem Ziel ab, fast wie ein Raubtier, das wie wild einer Blutspur hinterher jagt.
Er ist körperlich kräftig, brutal und emotionslos, was man sieht, als er Mhouse mit einem Schlag auf den Hinterkopf tötet und dabei nicht den Hauch von Schuld oder Reue verspürt.
Er selbst erwähnt mehrfach, dass es ihm egal ist, wer sein Opfer ist, was es getan haben soll und ob es schuldig oder nicht ist. Er erhält einen Auftrag und dieser wird diskret und ohne viele Fragen erledigt. Dies weist auf ernste Störungen hin und ein vermutliches Traumata aus Kriegszeiten.
Bereits über 30 Menschen habe Jonjo in seinem Leben getötet, jedoch kann selbst er die exakte Zahl nicht nennen.
Nur im Zusammenhang mit seinem Hund, Dem Hund, erlebt der Leser einen Funken Menschlichkeit in Jonjo, so war es ihm nicht möglich, seinen Hund wegen der falschen und schädlichen Ernährung eingehen zu lassen, noch konnte er ihn auf seiner Flucht aus London töten.

#### Entwicklung des Konflikts um Case
Sein erstes Opfer ist Dr. Philip Wang, bei welchem es allerdings einen unfreiwilligen Mitwisser gibt, Adam Kindred, der dadurch zur Zielscheibe wird. Auf der Spur Kindred's kommt er ihm mehrmals greifbar nah und findet ihn sogar im Gebüsch, im Shaft und in der Kirche. Dabei kommt es zu einem Kollateral Schaden, die Prostituierte Mhouse wird getötet. Jonjo wird von dem Vertrag, Adam aufzuspüren, entbunden, bleibt aber hartnäckig und schwört Rache, da er sich in seinem Stolz verletzt fühlt und nur durch Adam als Hauptverdächtiger in Wang's Mordfall gesucht wird. So wird aus dem anfänglichen Motiv des Geldes Rache.

### Mhouse
Mhouse ist eine Prostituierte in einer armen Gegend Londons. Sie lebt in einem Häuserblock der sich Der Schaft nennt. Ihre schulische Bildung ist mangelhaft, sodass sie kaum schreiben kann. Eigentlich heißt sie Suri, französisch für Maus, da ihr dieser Name nicht gefällt wollte sie ihn ändern zu Mouse, englisch für Maus, da sie aber bezüglich Rechtschreibung Probleme hat, schreibt sie den Namen wie das Hause im englischen, house, nur mit einem „M“ davor. Auch ihr Sohn hat einen dementsprechenden Namen, Ly-On, was eigentlich Lion, englisch für Löwe, heißen sollte aber völlig falsch geschrieben ist.
Um ihrer Arbeit nachgehen zu können, muss sie ihren kleinen Sohn, der um die sieben Jahre alt ist, mit Rum Schlücken und Tabletten ruhig stellen, wodurch sie eindeutig ihre mütterlichen Pflichten missachtet.
Sie ist trotz ihrer schroffen und starken Art hilfsbereit. Dies wird deutlich als sie dem überfallenen Adam hilft und mit Kleidung und einer Mitfahrgelegenheit wieder auf die Beine bringt. Auch gibt sie ihm den überlebenswichtigen Hinweis mit der Kirche von John Christ.
Auch wenn sie für die Zärtlichkeiten mit Adam Bezahlung verlangt, haben sich bei ihr Gefühle für ihn entwickelt, die sie stets leugnet.

### Rita Nashe
Rita ist Polizistin in London, welche erst kürzlich zur Wasser Schutz Polizei versetzt wurde. Sie kommt frisch aus einer Beziehung mit einem ihrer Arbeitskollegen. Sie wohnt zusammen mit ihrem Vater auf einem Hausboot auf der Themse. Bei der Verifizierung der Leiche von Mhouse lernt sie Adam als Primo Belem kennen. Nach einigen Dates beginnen sie eine romantische Beziehung.
Rita ist äußerst wissbegierig und clever, so hatte sie Jonjo Case mit zwei nicht-registrierten Waffen verhaftet und versucht das Mysterium um ihn aufzuklären, vor allem die Frage, warum es ihm erlaubt war trotz begründeter Festnahme das Gefängnis zu verlassen, plagte sie. Als Begründung kam sie auf keinen anderen Schluss, als dass eine Faule Sache dahinter stecken muss.

### Dr. Philip Wang
Dr Wang ist einer der Entwickler des Asthma Mittels Zembla-4. Nachdem er die für die klinischen Tests verantwortlichen Krankenhäuser aufgesucht hatte, musste er feststellen, dass die Testergebnisse verfälscht werden und dabei der Tod von vier Kindern vertuscht wurde um das Produkt möglichst schnell auf den Markt zu bringen und daraus den größt möglichsten Profit zu schlagen. Da sich Wang verpflichtet gefühlt hat, die tödlichen Nebenwirkungen, die das Produkt offensichtlich auf manche Patienten zu haben scheint, zu melden, wurde Jonjo Case, ein Auftragsmörder, auf ihn angesetzt. Daran beteiligt und damit verantwortlich ist Alfredo Rilke, Angestellter bei Calenture Deutz. Dr. Philip Wang wird am Anfang der Handlung in seiner Wohnung mit einem Brotmesser von Jonjo Case erstochen.

## Themen und Motive
Boyd variiert in Einfache Gewitter das Thema der Verfolgungsjagd, zu dem John Buchan 1915 mit Die neununddreißig Stufen und Geoffrey Household 1939 mit Einzelgänger, männlich die beiden einschlägigen Meisterwerke lieferten. Im Gegensatz zu diesen Vorläufern spielt sich die Jagd hier jedoch in der Großstadt ab und nimmt das seit Edgar Allan Poe häufig verwendete Motiv des urbanen Dschungels auf. Neu ist dabei die durch flächendeckende Observierung und Datenspeicherung nötig gewordene Meidung der bislang als Vorteile der Großstadt geltenden Hilfsmittel öffentlicher Nahverkehr, Telefon und bargeldloser Zahlungsverkehr. Der Protagonist wird dadurch gezwungen, auf vormoderne Methoden von Transport und Kommunikation auszuweichen.
Kernthema des Romans ist jedoch wie schon in den letzten Büchern Boyds die Frage nach der Identität des modernen Menschen im Angesicht von Kontingenz und Zufall und einer zunehmend in sozial völlig unterschiedliche Gruppierungen zerfallenden Gesellschaft.

## Ausgaben
- Englische Originalausgabe: Ordinary Thunderstorms bei Bloomsbury London 2009
- Deutschsprachige Erstausgabe: Einfache Gewitter, dt. von Chris Hirte; Berlin: Berlin-Verlag 2009. ISBN 978-3-8270-0878-7
- Taschenbuch: Einfache Gewitter, gleiche Übersetzung; Berlin: Berliner Taschenbuch-Verlag 2010. ISBN 978-3-8333-0701-0
- Taschenbuch: Einfache Gewitter, gleiche Übersetzung; Zürich: Kampa Verlag 2021. ISBN 978-3-311-15035-0